# Gras (Lied)
Gras ist ein Lied des deutschen Liedermachers Gerhard Gundermann aus dem Jahr 1992.

## Inhalt
Der Text besteht aus zwei Strophen und einem Refrain. Die erste Strophe beschreibt die frühen, die zweite die späten Lebensjahre. Der Refrain „Immer wieder wächst das Gras …“ setzt das Wachsen und Sensen von Gras dem menschlichen Leben gleich.

## Entstehung
Gundermann schrieb die Texte der Strophen in den frühen 1980er-Jahren, als er noch bei der Brigade Feuerstein aktiv war. Die Strophen wurden zunächst zu einer anderen Musik gesungen. 1988 entstanden der Text des Refrains und die heute bekannte Melodie. Zu der Zeit musizierte Gundermann mit Jens Quandt. Mit einem Yamaha DX7 erzeugten sie Pizzicati in den Strophen und eine Blaskapellen-Tuba im Refrain.
Bei der Studioarbeit für das Album Einsame Spitze 1991/1992 schufen Uwe Hassbecker und Rüdiger Barton von Silly als Produzenten und Musiker die charakteristische wiederkehrende Violinenmelodie. Die von Barton mitkomponierte Instrumentalversion „Gras II“ mit Andreas Bicking am Sopransaxophon steht am Ende der A-Seite, „Gras“ mit Gesang an vorletzter Stelle der B-Seite. Danach folgt nur noch „Komm nicht zu spät“. Weiter einspielende Musiker waren Hans-Jürgen Reznicek am Bass und Herbert Junck am Schlagzeug, beide ebenfalls von Silly. Recording und Mastering übernahm Lothar Kramer.

## Wirkung
Für Jürgen Balitzki gehört das Lied „zu den Top 5“ der „Gundermann-Hits.“ Diese These wird durch folgende Indizien gestützt:
Zu Gundermanns Beerdigung leitete Heinrich Fink die Grabrede mit dem Zitieren des Refrains ein. Es wurde auch in der Friedhofskapelle instrumental gespielt.
„Immer wieder wächst das Gras“ ist der Name des ersten Albums der Randgruppencombo, eine Gundermann-Coverband. Auf diesem Live-Album gibt es drei Gras-Titel: „Gras (Intro)“, „Gras I“ und „Gras II“. Auch ein musikalischer Abend zu Gundermann am Staatstheater Cottbus unter der Regie von Christiane Pohle trägt den Namen der Liedzeile.
Zu dem Lied gibt es eine weitere Strophe vom Wenzel und Übersetzungen in niederländische, tschechische und englische Sprache.
Eine „Bild- und Fotomontage zu Orgel und Saxophon“ befindet sich auf der 2009 veröffentlichten Gundermann-Tribut-DVD. Ein anderes Arrangement befindet sich am Ende der Dokumentation Gundermann Revier: Hier singt der Bürgerchor Hoyerswerda. Anschließend wird zur instrumentalen Studioversion übergeleitet, über die ein poetischer Text mit vielen Anspielungen auf Gundermannlieder gesprochen wird. Auch Daniela Kriens Roman Der Brand (2021) endet mit Gras, wenngleich schon durch die Form bedingt als wörtliches Zitat. Es wird als Lieblingslied der Protagonistin Rahel Wunderlich bezeichnet.

## Offizielle Aufnahmen (Auswahl)
| Interpret(en)                                                 | Titel                        | Album                                                 | Jahr | Sprache        |
| ------------------------------------------------------------- | ---------------------------- | ----------------------------------------------------- | ---- | -------------- |
| Gerhard Gundermann                                            | Gras II                      | Einsame Spitze                                        | 1992 | instrumental   |
| Gerhard Gundermann                                            | Gras                         | Einsame Spitze                                        | 1992 | deutsch        |
| Gerhard Gundermann (solo)                                     | Gras                         | Krams – Das letzte Konzert                            | 1998 | deutsch        |
| Silly + Gundermann & Seilschaft                               | Gras                         | Unplugged                                             | 1999 | deutsch        |
| BUNT                                                          | Gras                         | Man gehört einfach dazu                               | 2004 | deutsch        |
| Gerhard Gundermann (solo)                                     | Gras                         | Torero – Das zweite Soloalbum                         | 2005 | deutsch        |
| Gerhard Gundermann (solo) & Petra Kelling (darüber sprechend) | [ohne Titel]                 | Oma Else – Eine Hör-Geschichte in Liedern             | 2006 | deutsch        |
| Johan Meijer                                                  | Gras                         | Hondsdraf                                             | 2008 | niederländisch |
| Jens Goldhardt (Orgel) und Ralf Benschu (Saxophon)            | Immer wieder wächst das Gras | Alle oder Keiner – Tribut an Gerhard Gundermann (DVD) | 2009 | instrumental   |
| Konstantin Wecker                                             | Gras                         | Gundis Lieder – Gundis Themen                         | 2015 | deutsch        |
| Dresen, Prahl und Band (Gesang: Wenzel)                       | Gras                         | Leinen los – Sonderkonzert zum 60. Geburtstag …       | 2015 | deutsch        |
| Jan Řepka                                                     | Tráva                        | Gundermanns Lieder in Europa                          | 2019 | tschechisch    |
| Dave Robb                                                     | Grass                        | Filling Station for Losers – Songs of Gundermann      | 2024 | englisch       |

Auswahlkriterien:
- Gerhard Gundermann ist beteiligt oder
- erste Veröffentlichung einer spezifischen Textbearbeitung (Übersetzung oder zusätzliche Strophe) oder
- Interpret covert sonst kaum Gundermann und hat einen deutschsprachigen Wikipedia-Eintrag.

## Liederbücher
- Gundermann. Das Liederbuch. Herausgegeben von Mario Ferraro. Buschfunk, Berlin 1996, ISBN 3-931925-34-X, Nr. 25.
- 33 Lieder für Schauspieler. zum Vorsprechen, Studieren und Kennenlernen. Herausgegeben und mit einer Einführung versehen von Frank Raschke. Henschel, Leipzig 2013, ISBN 978-3-89487-728-6, S. 121–122.
- Gundermanns Lieder in Europa. „Mit ’nem Lied fang ich erst mal an.“ Internationales Liedprojekt. Symposium, Workshop & Audio-CD, Großräschen / Hoyerswerda, 17.–22.6.2018. Herausgegeben von Gundermanns Seilschaft e. V., Stichting Holländerei und Stowarzyszenie Literacko Muzyczne „Ballada“. Buschfunk, Berlin 2019, ISBN 978-3-931925-41-3, S. 56–57.